# Mas-de-Londres
 Mas-de-Londres  (en occitano Lo Castèl) es una población y comuna francesa, situada en la región de Languedoc-Rosellón, departamento de Hérault, en el distrito de Montpellier y cantón de Saint-Martin-de-Londres.

## Demografía
| 126 | 129 | 120 | 183 | 204 | 275 |
| Para los censos de 1962 a 1999 la población legal corresponde a la población sin duplicidades (Fuente: INSEE [Consultar]) |     |     |     |     |     |